# Józef Wiącek
Józef Wiącek, ps. „Sowa”, „Kleszcz” (ur. 21 kwietnia 1912 w Trzciance, zm. 20 listopada 1990 w Kwidzynie) – dowódca oddziału partyzanckiego Jędrusie, żołnierz Armii Krajowej, kawaler Krzyża Walecznych i Orderu Virtuti Militari.

## Życiorys
Urodził się we wsi Trzcianka w rodzinie chłopskiej, miał pięcioro rodzeństwa. Twórcę „Odwetu – Jędrusiów” Władysława Jasińskiego poznał w Gimnazjum im. Konarskiego w Kielcach. Służbę wojskową odbył w 20 pułku ułanów. W 1939 r. został zmobilizowany z przydziałem do 10 Brygady Kawalerii płk. Stanisława Maczka, wraz z którą walczył podczas kampanii wrześniowej.
Po powrocie ze szlaku bojowego podjął walkę z okupantem jako Sowa i od 25 maja 1942 r. pełnił funkcję zastępcy Władysława Jasińskiego, a po jego śmierci, od 9 stycznia 1943 r. dowodził Jędrusiami. Za brawurową akcję rozbicia więzień w Opatowie (12 marca 1943 r.) i Mielcu (29 marca 1943 r.), i uwolnienie 260 Polaków otrzymał Srebrny Krzyż Virtuti Militari. Innymi ważnymi operacjami jakie oddział przeprowadził pod dowództwem Sowy były:
- obrona pacyfikowanej przez hitlerowców wsi Strużki (3 czerwca 1943 r.)
- wyprowadzenie oddziału bez strat z obławy na „Jędrusiów” w lesie Turskim
- rozbicie posterunku SD w Łoniowie
- rozbicie ewakuującego się starostwa niemieckiego z Biłgoraja pod Osieczkiem
- stoczenie bitwy o Osiek
- rozbicie sztabu 4 pułku saperów na szosie Osiek – Staszów

Do akcji „Burza” Józef Wiącek przystępował już w stopniu porucznika jako dowódca 4 kompanii „Jędrusiów” w 2 pułku piechoty Legionów AK. Za walkę z niemieckim okupantem odznaczony Krzyżem Walecznych.
W sierpniu 1944 r. aresztowany przez NKWD, a po ucieczce ukrywał się w rejonie Trzcianki, gdzie był jeszcze trzykrotnie aresztowany. 3 lipca 1945 r. został aresztowany przez UB i uwięziony w Sandomierzu. Postrzelonego torturowano i w ciężkim stanie umieszczono w szpitalu więziennym.
W kwietniu 1946 r. wyszedł na wolność, ale w listopadzie został ponownie aresztowany przez UB w Sandomierzu i oskarżony o współpracę z Niemcami. W lipcu 1948 r. Sąd Najwyższy ostatecznie uniewinnił go od wszystkich zarzutów, mimo to zmuszony był opuścić rodzinne strony. Jesienią 1953 r. wyjechał na Pomorze i osiadł w Kwidzynie. W latach 1953–1978 kierował gospodarstwem przy Technikum Mechanizacji Rolnictwa w Oborach.
Zmarł 20 listopada 1990 r., został pochowany na cmentarzu w Kwidzynie.